# Bandeira de Itabuna
A primeira bandeira de Itabuna foi adotada a 14 de julho de 1958 pelo município de Itabuna, no estado da Bahia, no Brasil.

## História
A história dos símbolos municipais de Itabuna começou em 1958. Os primeiros símbolos foram sugeridos pelo professor Plínio de Almeida e pelo artista plástico Walter Moreira, tendo sido aprovados por meio da Resolução nº 46, de 14 de julho de 1958. A primeira bandeira e o brasão homenageavam os sergipanos e a cultura do cacau.
Em 1960, por decisão do prefeito José Almeida Alcântara, foi solicitado ao monsenhor Paulo Lachenmyer, da Ordem dos Beneditinos da Bahia, especialista em heráldica, uma outra bandeira e brasão, para comemorar o cinquentenário de emancipação do município. A Câmara aprovou o projeto por meio da Lei 457, de 4 de maio de 1960, desconsiderando e revogando a primeira bandeira e brasão de Itabuna.
Ao longo dos anos, erros sucessivos foram acontecendo na forma de representar os símbolos municipais. Em vários cantos da cidade, eram vistas bandeiras sem uma padronização no que se refere à posição dos três hexágonos e no que se refere à cor dos triângulos. Em 2005, com as constantes indagações de qual seria a verdadeira bandeira e brasão de Itabuna, a economista Joaci Brandão teve a ideia de pesquisar, por conta própria, os símbolos do município. Visitou, então, o arquivo do Mosteiro da Ordem de São Bento da Bahia e adquiriu cópia dos rascunhos do monsenhor Paulo Lachenmyer. Posteriormente, encaminhou o caso à Secretaria de Educação. Foi formada, então, uma comissão instituída por portaria do gabinete do secretário de educação do município, Gustavo Lisboa, de especialistas em história e outras áreas. Também contratou-se um especialista em heráldica para analisar o caso, objetivando as correções necessárias.
As reuniões da comissão resultaram num projeto de lei que foi encaminhado à Câmara de Vereadores, tendo sido, então, aprovado. A nova lei dos símbolos municipais, a de número 1 995, de 16 de fevereiro de 2006, dispõe sobre a instituição do brasão de armas e da bandeira do município de Itabuna na forma, composição plástica e simbologia que indica. 
O desenho da bandeira é baseado no modelo modular francês, para facilitar sua confecção. A simbologia dos símbolos é esta: a cor amarelo-ouro significa soberania, esplendor e o cacau, maior riqueza do município; os três hexágonos negros representam a etimologia do nome do município, a partir da língua tupi: itá, pedra + una, preta, pedras estas encontradas no leito do rio Cachoeira; a localização dos três hexágonos continua no centro da bandeira e a posição das pedras é a mesma utilizada na primeira bandeira. Confeccionada para a festa do cinquentenário, com dois hexágonos em cima e um em baixo. No brasão, foi alterado o número de torres, passando de quatro para cinco. É de ressalvar-se, porém, que, segundo o tupinólogo Eduardo de Almeida Navarro, as pedras pretas presentes na bandeira e no brasão são um equívoco do ponto de vista etimológico: segundo o professor da Universidade de São Paulo, o topônimo "Itabuna" não vem do termo tupi para "pedras pretas", itáuna, mas do termo tupi itábuna, que significa "padre de pedra" (itá, pedra + abuna, padre), numa referência a uma formação rochosa que se assemelha a um padre.